# Mukalla
Mukalla (arabul: المكلا el-Mukallā) város Jemenben, az Ádeni-öböl partján, a Hadramaut kormányzóság székhelye. Lakossága 222 ezer fő volt 2012-ben, amellyel az ország keleti részének legjelentősebb települése.
Jemen halászati iparának egyik központja, halkonzerváló és halfagyasztó üzeme van. Fontos kikötő, továbbá kereskedelmi és oktatási központ. A város épületei a jemeni, az arab és az indiai hatás keveréke.

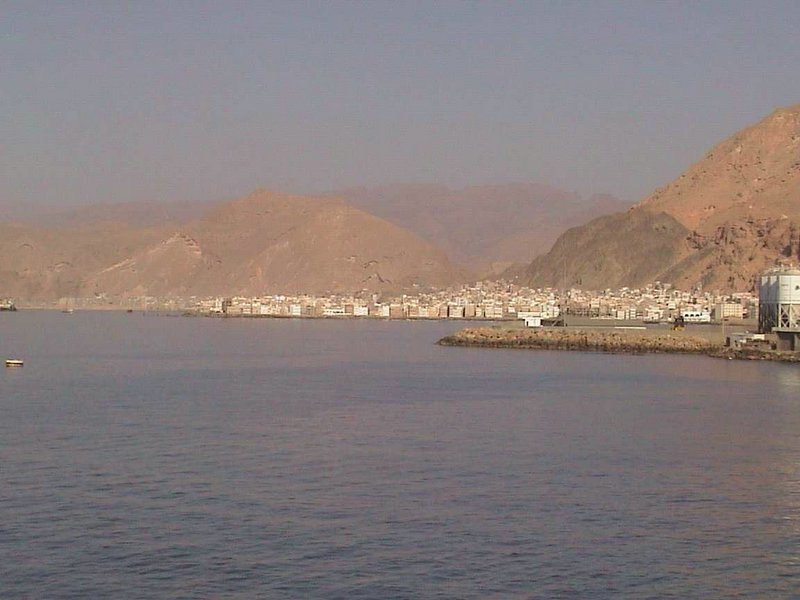
Mukalla látképe a tengerről nézve

## Fordítás
- Ez a szócikk részben vagy egészben  az   Al Mukalla című angol Wikipédia-szócikk fordításán alapul.  Az eredeti cikk szerkesztőit annak laptörténete sorolja fel. Ez a jelzés csupán a megfogalmazás eredetét és a szerzői jogokat jelzi, nem szolgál a cikkben szereplő információk forrásmegjelöléseként.